# ماهااوزاریوو ، فاندریآنا
ماهااوزاریوو (به لاتین: Mahazoarivo) یک منطقهٔ مسکونی در ماداگاسکار است که در منطقه فاندریانا واقع شده‌است. ماهااوزاریوو ۱۷٬۰۰۰ نفر جمعیت دارد و ۱٬۴۴۳ متر بالاتر از سطح دریا واقع شده‌است.